# Architecture de l'Écosse à l'époque préhistorique

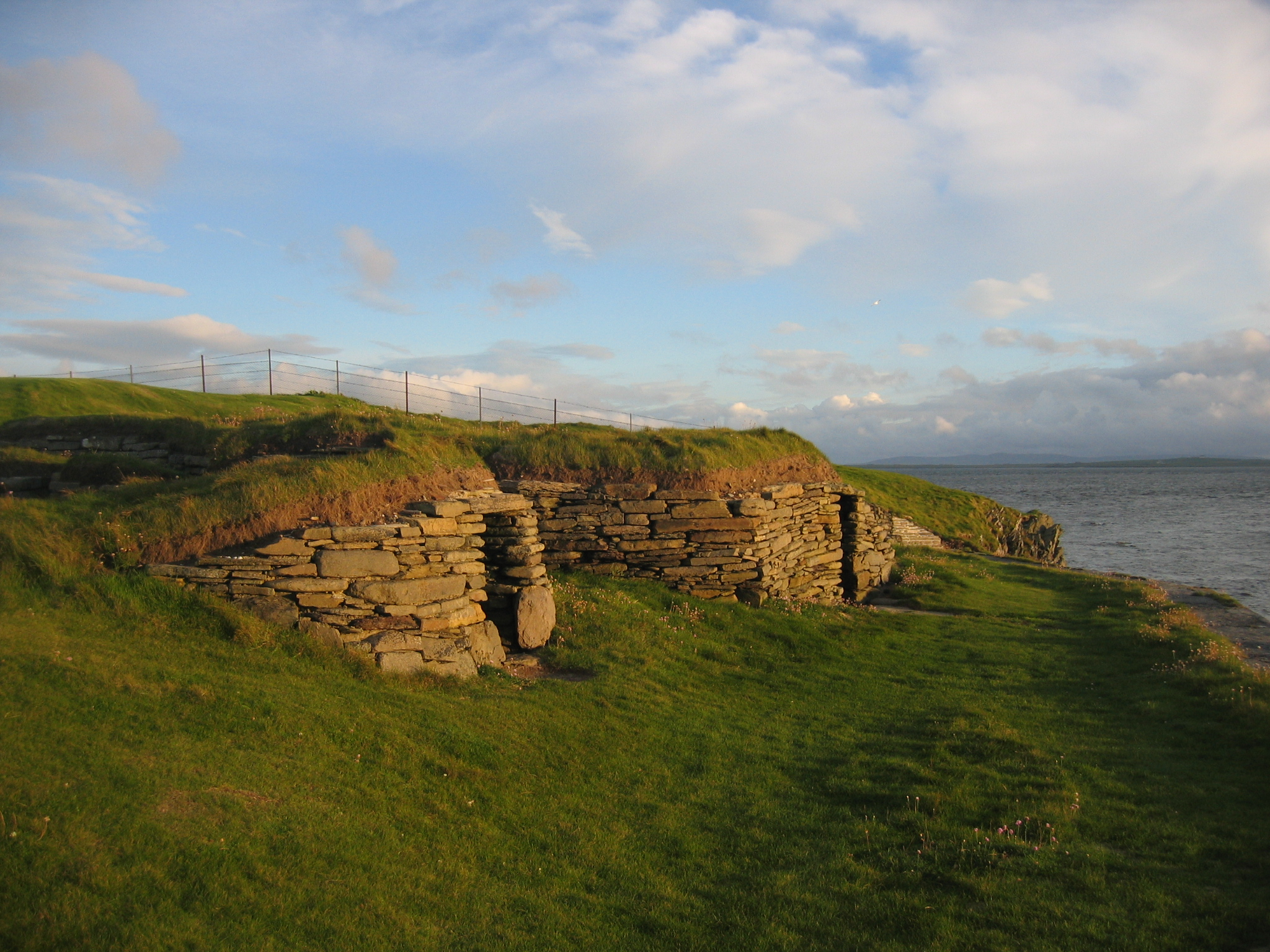
La construction en pierre à Knap of Howar, Orkney, l'une des plus anciennes maisons survivantes dans le nord-ouest de l'Europe

L'architecture de l'Écosse à l'époque préhistorique comprend toutes les constructions humaines à l'intérieur des frontières modernes de l'Écosse, avant l'arrivée des Romains en Grande-Bretagne au premier siècle avant notre ère. Les première constructions en bois sont réalisées il y a au moins 8000 ans par les colons de l' âge de pierre dans ce qui forme l'Écosse actuelle. Les premières maisons permanentes en pierre ont été construites il y a environ 6 000 ans, comme à Knap of Howar, dans les Orcades et dans des établissements comme Skara Brae . Il existe également un grand nombre de tombes et de cairns chambrés de cette époque, en particulier à l'ouest et au nord. Au sud et à l'est, des tumulus en terre sont souvent liés à des monuments en bois dont il ne reste que des vestiges. Les structures comprennent généralement des tumuli en remblai, des tranchées, des enclos funéraires et maisons longues . À partir de l' âge du bronze, il y a moins de nouveaux bâtiments, mais il y a des traces de crannogs (maisons rondes construites sur des îles artificielles), de cairns de Clava et de premières collines fortifiées. À partir de l'âge du fer, il existe des traces de maisons rondes de l'Atlantique, qui comprennent des tours de type broch (duns moins volumineux). Il existe également des traces d'environ 1 000 collines fortifiées, la plupart situées en dessous de la ligne Clyde-Forth.

## Âge de pierre

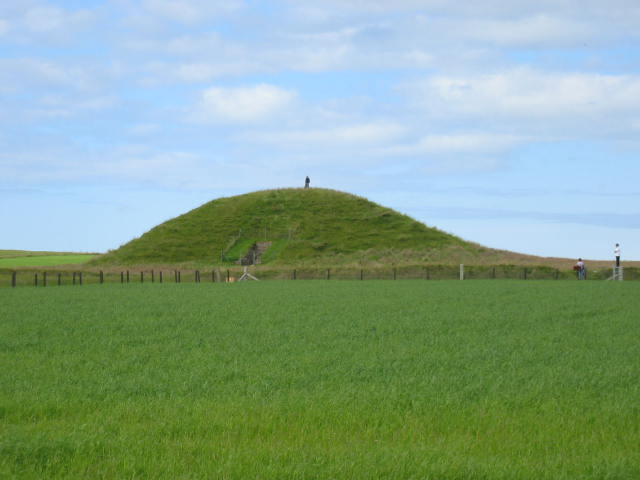
Maes Howe, une tombe de passage sur les Orcades

La plus ancienne maison de Grande-Bretagne dont on a pu retrouver des preuves d'existence, est une organisation ovale de poteaux en bois trouvés à South Queensferry près du Firth of Forth, datant de la période mésolithique, vers 8240 avant notre ère. Les premières structures en pierre sont probablement localisées dans trois foyers trouvés du Jura, datés d'environ 6000 avant notre ère. Au Néolithique, il y a environ 6000 ans, avec le développement de l'agriculture, des groupes de colons ont commencé à construire des maisons en pierre sur ce qui est maintenant le sol écossais , puis, environ 500 ans plus tard, c'est le tour des premiers villages  . L'habitation néolithique, les sépultures et les sites rituels sont particulièrement courants et bien préservés dans les îles du Nord et de l' Ouest. Mais le manque d'arbres a conduit à réaliser des structures en pierre locale. Le bâtiment en pierre à Knap of Howar à Papa Westray, Orkney est l'une des plus anciennes maisons encore bâtie dans le nord-ouest de l'Europe, utilisant des gravats recueillis localement dans une construction en pierre sèche, il a probablement été occupé pendant 900 ans, entre 3700 et 2800 BCE. Skara Brae sur le continent des Orcades date également de cette époque, occupée entre 3100 et 2500 avant notre ère et est le village néolithique le plus complet d'Europe.
Il y a aussi un grand nombre de tombes et de cairns chambrés de cette période. De nombreux types différents ont été identifiés, mais ils peuvent être grossièrement regroupés en fosses de passage, tombes de galerie et cistes en pierre . Les cistes sont des tombes en forme de boîte relativement simples, généralement constituées de claques de pierre et recouvertes d'une grosse pierre ou dalle. Maes Howe, près de Stenness sur le continent des Orcades (datées de 3400 à 3200 avant notre ère) et Monamore, île d'Arran (datée d'environ 3500 avant notre ère) sont des fosses de passage, de construction mégalithe, construites avec de grosses pierres, dont beaucoup pèsent plusieurs tonnes. Les tombes sont des espaces rectangulaires ressemblant à une galerie, où l'entrée à une extrémité ressemblant donc à une galerie. Celles-ci étaient parfois tapissées ou couvertes de dalles puis recouvertes de terre. Parmi les monuments les plus impressionnants de la période, on trouve les premiers ensembles de pierres dressées en Écosse, comme ceux de Stenness sur le continent des Orcades, qui datent d'environ 3100 avant notre ère, de quatre pierres, dont la plus haute mesure 16 pieds (5 m)   en hauteur.

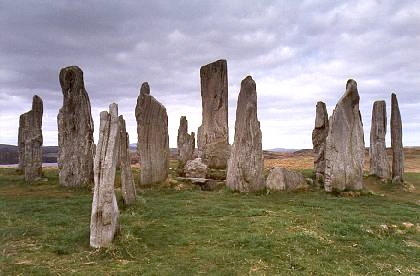
Les pierres Callanish, l'un des plus beaux cercles de pierre d'Écosse

Contrairement aux Highlands et aux îles où la pierre était largement utilisée, au sud et à l'est, les survivances architecturales les plus visibles du néolithique sont principalement des tumuli, la plus ancienne datant probablement du début du quatrième millénaire avant notre ère. Aujourd'hui, ces monuments sont constitués de monticules massifs de terre ou de pierre, le plus souvent en plan trapézoïdal et souvent orientés vers l'est. Ils sont largement distribués dans les Lowlands, en particulier dans l'Aberdeenshire, Angus, Dumfries et Galloway et les Scottish Borders. Les structures connexes comprennent des tumuli en remblai, des tranchées, des enclos funéraires et maisons longues et d'autres formes d'enceintes. Le tumulus en remblai est un monticule à côtés parallèles, généralement flanqués de fossés de chaque côté. À l'origine censés être d'origine romaine, les tranchées se composent également de bancs de terre parallèles sur de grandes distances avec des fossés externes, mais avec une avenue ouverte ou enfermée entre les deux. Les deux formes sont généralement associées aux chambres funéraires. Des exemples de tumuli en remblai en Ecosse incluent du Perthshire le long monticule à Auchenlaich et le monument hybride de tumulus / tranchée et à Cleaven Dyke,. Les enceintes mortuaires sont généralement des rives sub-rectangulaires avec des fossés externes et des plates-formes surélevées en pierre ou en bois à l'intérieur, utilisées pour l'exposition des cadavres avant l'enterrement ailleurs selon JG Scott, bien que cette interprétation soit contestée. Les vestiges des enclos mortuaires de cette période se trouvent souvent sous des tumuli allongés . Des exemples clés comprennent Pitnacree, Perthshire et deux sites étroitement liés à Lochhill et Slewcairn, tous deux à Kirkcudbright. Les maisons longues sont probablement uniques à l'Écosse et étaient des bâtiments à toit massif en chêne, qui semblent tous avoir été incendiés par la suite. Il y a un débat sur le rôle de ces bâtiments, qui ont été considérés diversement comme des fermes agricoles régulières de familles néolithiques et liés à une série de constructions monumentales telles que des tumuli en remblai. La salle de Balbridie, Aberdeenshire était de 85 pieds (26 m) de long, 43 pieds (13 m) de large et peut avoir eu un toit de 30 pieds (9 m) de haut, ce qui le rend assez grand pour accueillir jusqu'à 50 personnes.

## L'Âge de bronze

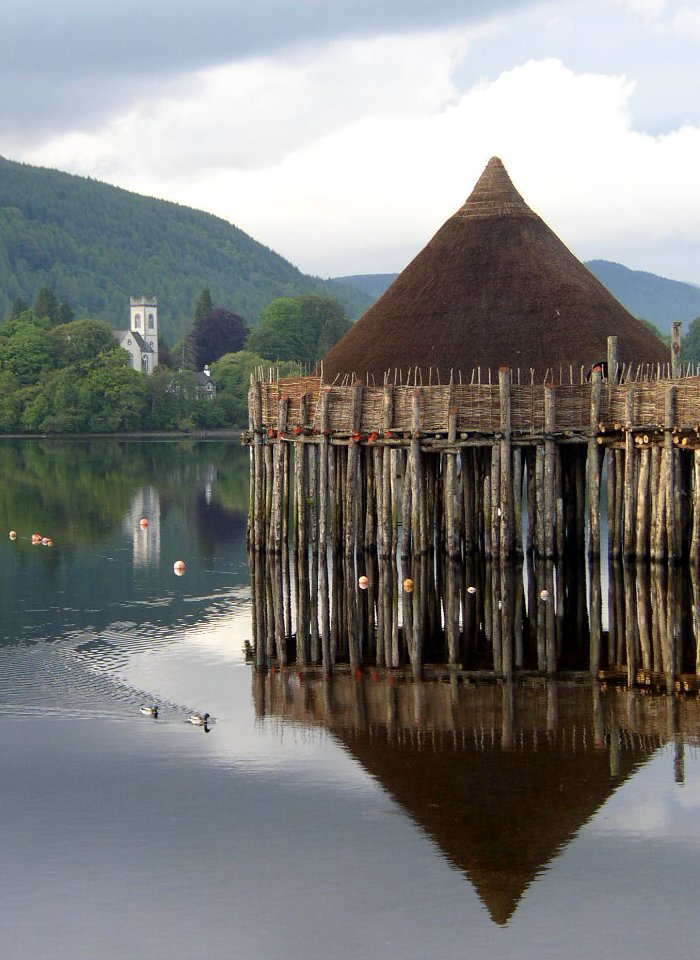
Crannog reconstruit sur le Loch Tay

Comme le travail du bronze s'est développé vers 2000 avant notre ère, il y a eu une baisse de la construction de nouvelles structures, ce qui, avec une réduction de la superficie totale cultivée, suggère une baisse de la population. Dès l' âge du bronze précoce et moyen, il existe des preuves de maisons cellulaires rondes en pierre, comme à Jarlshof et Sumburgh dans les Shetland. À Jarlshof, ce sont des maisons ovales avec des murs de pierre épais, qui peuvent avoir été partiellement souterrains à la première période d'habitation, une technique qui a fourni à la fois la stabilité structurelle et l'isolation. Il existe également des preuves de l'occupation de crannogs, de rotondes partiellement ou entièrement construites sur des îles artificielles, généralement dans les lacs, les rivières et les eaux estuariennes. Ils étaient souvent construits avec des couches de broussailles et de gravats. Parfois, ils ont été revisités sur les bords avec des pieux verticaux et parfois recouverts de rondins de chêne.
La création de cairns et de monuments mégalithiques s'est poursuivie au cours de cette période. Il y a environ cinquante cairns de Clava en Écosse, du nom de ceux de Balnuaran de Clava près d'Inverness. Ils prennent deux formes distinctes, soit une enceinte circulaire en moellons connue sous le nom de "cairns annulaires", soit des tombes à couloir, avec une longue entrée, généralement en alignements astronomiques complexes. Comme ailleurs en Europe, des forts de colline ont été introduits pour la première fois à cette période, y compris l'occupation de la colline d'Eildon près de Melrose dans les Scottish Borders, à partir d'environ 1000 avant notre ère, qui abritait plusieurs centaines de maisons sur une colline fortifiée  et la loi Traprain dans l'Est Lothian, qui avait une enceinte de 20 acres, sectionnée à deux endroits à l'ouest du sommet, composée d'un mur de pierre courbé avec un noyau de gravats.

## L'âge de fer

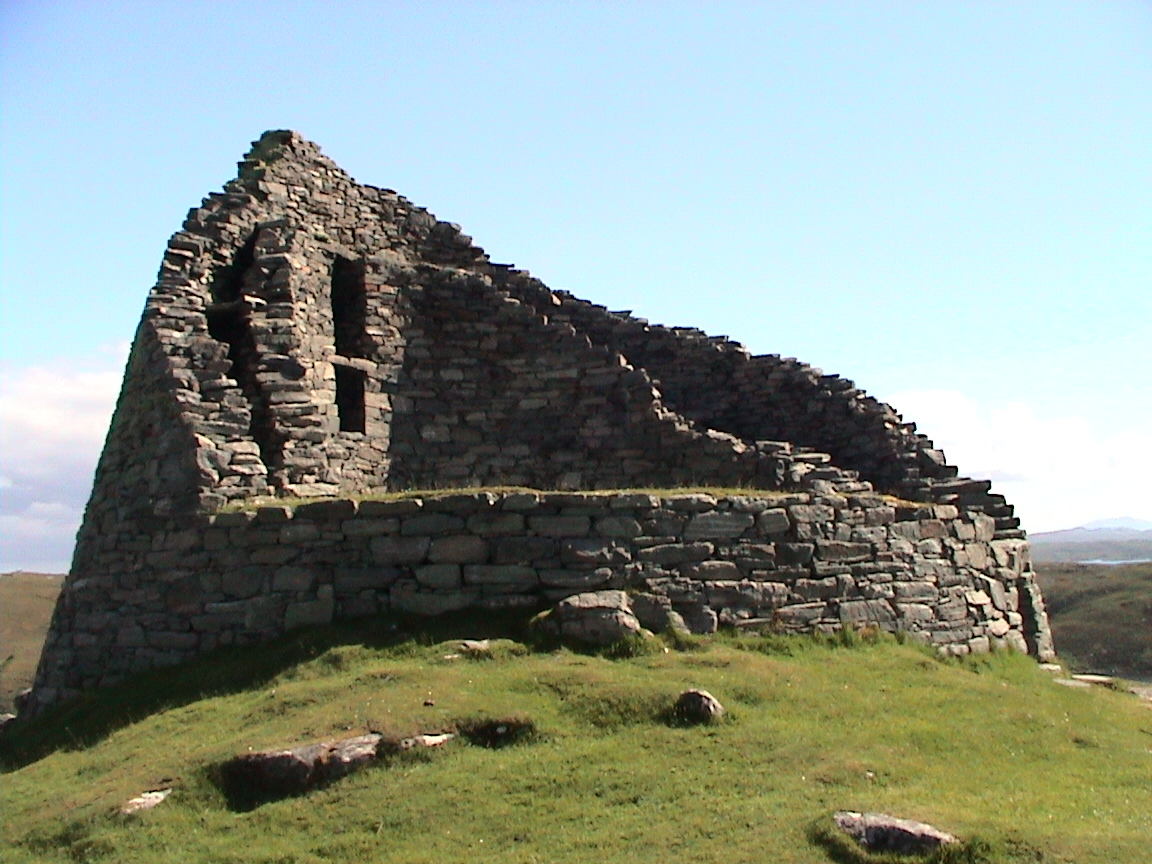
Les ruines de Dun Carloway âge du fer Broch

Au début de l'âge du fer, à partir du septième siècle avant notre ère, les maisons cellulaires commencent à être remplacées sur les îles du Nord par de simples rotondes atlantiques, de grands bâtiments circulaires avec une construction en pierre de taille. Des exemples importants sont à Quanterness, Bu, Pierowall et Tofts Ness sur Orkney, et à Clickimin aux Shetland. À partir d'environ 400 av. J.-C., des rotondes atlantiques plus complexes ont commencé à être construites, comme à Howe, Orkney et Crosskirk, Caithness.
Les constructions les plus massives qui datent de cette époque sont les tours broch circulaires, datant probablement d'environ 200 avant notre ère. Ce sont des structures à parois creuses en pierre sèche qui sont uniques à l'Écosse. La plupart des ruines ne survivent que jusqu'à quelques mètres au-dessus du sol, bien qu'il existe cinq exemples de tours dont les murs dépassent encore 21 pieds (6 m)   en hauteur. Il y a au moins 100 sites de broch en Ecosse, dont les mieux conservés incluent ceux de South Yarrows près de Wick, Midhowe Broch sur Orkney et le Broch de Clickimin et le Broch de Mousa dans les Shetland,. Malgré des recherches approfondies, leur objet et la nature des sociétés qui les ont créés font encore débat.
Les archéologues depuis les années 1960 ont distingué les brochets des petites structures de construction similaire, généralement appelées duns. La preuve la plus lourde de l'occupation des crannogs était à cette époque, utilisés jusqu'au Moyen Âge. Cette période a également vu les débuts des timoneries, une rotonde avec un mur extérieur caractéristique, à l'intérieur de laquelle se trouvait un cercle de piliers en pierre (ressemblant aux rayons d'une roue), mais ceux-ci fleuriraient le plus à l'ère de l'occupation romaine. Il existe des preuves pour environ 1 000 forts de montagne de l' âge du fer en Écosse, la plupart situés en dessous de la ligne Clyde-Forth. La plupart sont circulaires, avec une seule palissade autour d'une enceinte. La plupart sont relativement petits, couvrant un ou deux acres, mais certains sont beaucoup plus grands qu'à Castle O'er, Birrenwark, Cadimuir, Cadroner et White Meldon. Ils semblent avoir été largement abandonnés à l'époque romaine, mais certains semblent avoir été réoccupés après leur départ.